# Oberpostdirektion Düsseldorf

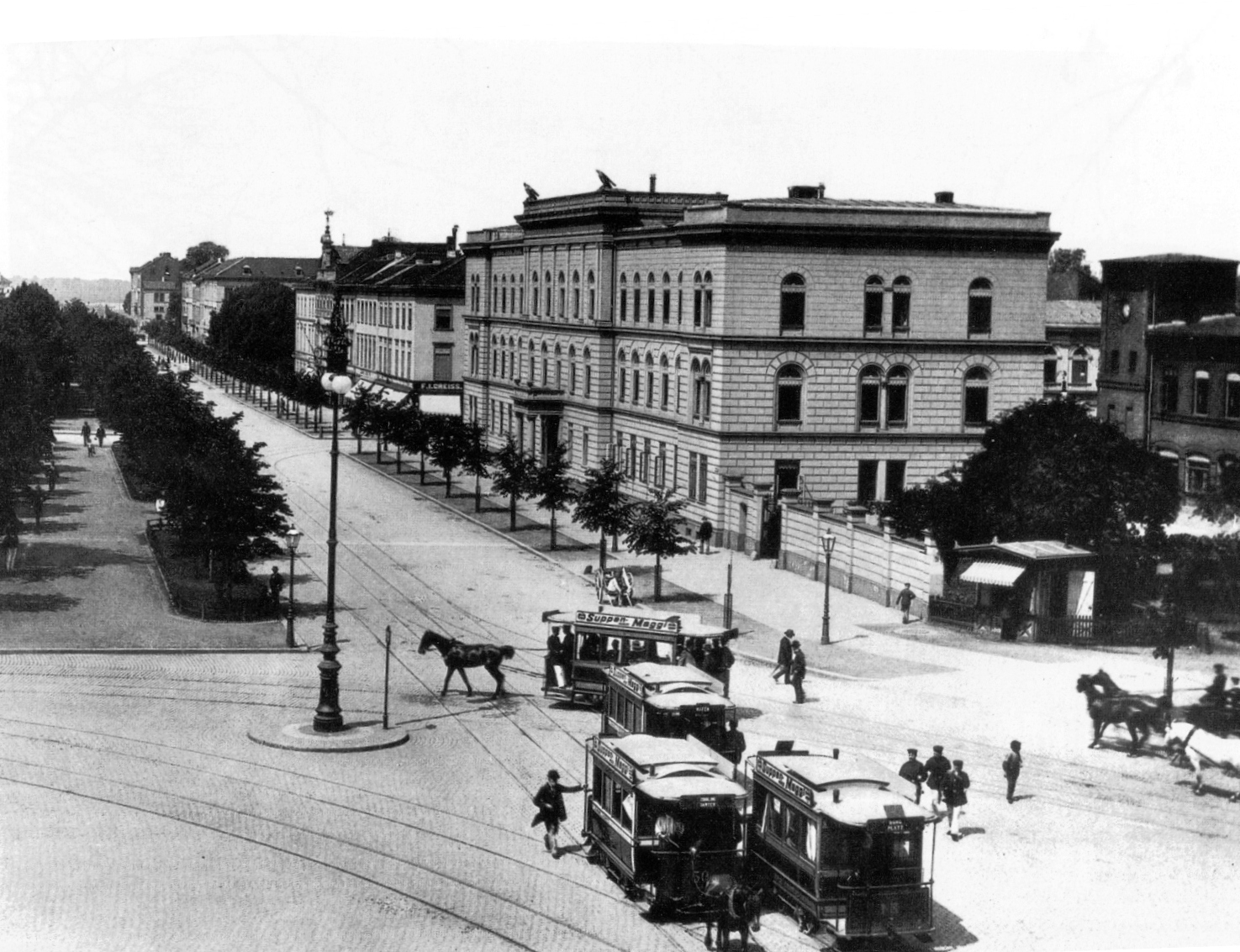
Düsseldorf, Haroldstraße um 1900, vorne das Gebäude der Oberpostdirektion und des Postamts 1

Die Oberpostdirektion Düsseldorf war eine am 1. Januar 1850 in Düsseldorf eingerichtete Mittelbehörde der preußischen Postverwaltung für den Regierungsbezirk Düsseldorf. Sie ging 1871 auf das Deutsche Reich bzw. auf die Deutsche Reichspost und nach dem Zweiten Weltkrieg auf die Deutsche Bundespost über. Sie bestand bis zum 1. Januar 1995, als die privatwirtschaftlich strukturierte Deutsche Post AG die Aufgaben der staatlichen Bundespost übernahm.

## Gebäude 1859–1907
Das erste Gebäude der Oberpostdirektion Düsseldorf an der Haroldstraße, Ecke Kasernenstraße, wurde in den Jahren 1856–1859 nach Entwürfen des Architekten und preußischen Baubeamten Carl Adolf Krüger erbaut. Stilistisch lehnte sich die Architektur an die Renaissance-Formen Florentiner Stadtpaläste an. Außer der Oberpostdirektion war darin auch das Postamt 1 (Hauptpostamt) untergebracht. Der Sockel des Gebäudes bestand aus Basaltlava. Die beiden Gurtgesimse, die Balkonbrüstungen und die Ecken des Hauptgesimses wurden aus Trierer Sandstein gefertigt. Tür- und Fenstereinfassungen waren in Heilbronner Sandstein ausgeführt. Die Fassaden wurden später mit einem Ölfarbenanstrich versehen, so dass der Eindruck eines reinen Putzbaus entstand. Bereits 1879/1880 wurde das Hofgebäude und im Jahre 1887 der Seitenflügel an der Kasernenstraße um ein Geschoss aufgestockt und bezog 1907 den heute nicht mehr bestehenden größeren Neubau in der Nachbarschaft.

## Neubau des Oberpostdirektions-Gebäudes 1905–1907

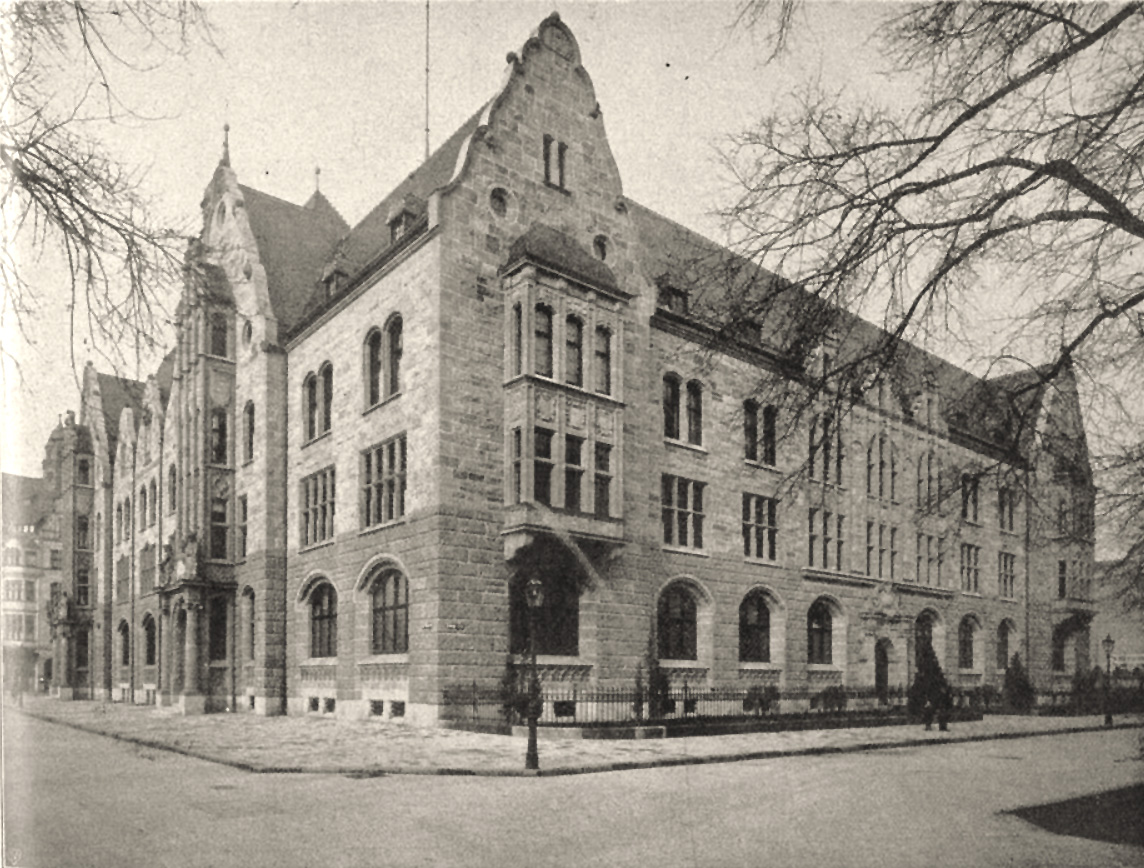
Oberpostdirektion zu Düsseldorf (1908)

Der Raumbedarf der Oberpostdirektion war Ende des 19. Jahrhunderts weiter angewachsen und so wurde 1901 das 7993 Quadratmeter große Gelände zwischen Königsallee, Carl-Theodor- und Breitestraße, einem Teil des Exerzierplatz des Kasernengeländes an der Kasernenstraße, vom Militärfiskus erworben.
Unter der Leitung des Kaiserlichen Regierungsbaumeisters Kurt Auhagen wurde mit dem Neubau des mit roten und gelben Klinkern verkleideten Neubaus im Mai 1905 begonnen, der Einzug fand von Oktober 1907 bis Mai 1908 statt. Die Hauptfassade lag an der Carl-Theodor-Straße und hatte dort zwei Zugänge, mit Anschrift Nr. 10. Eine Durchfahrt für den Wagenverkehr befand sich an der Breite Straße. Ein weiteres Portal befand sich an der Königsallee. Mit 71,4 Meter Länge und 57 Meter Tiefe umschloss der Gebäudekomplex einen 1150 Quadratmeter großen Innenhof, in welchem sich das Kesselhaus für die Heizanlage befand. Die Fassaden des gotisierenden Renaissancegebäudes waren in Medarder Sandstein mit Flächenverblendung und Dolomit gehalten, wogegen die Fassaden des Innenhofes mit roten und gelben Verblendesteinen mit sparsamen Putzstreifen gestaltet waren.  Der nördliche Teil des Geländes, mit einer Größe von ca. 3000 Quadratmetern, war für einen Garten, für die Wohnung des Oberpostdirektors und eventuellen Erweiterungsbauten bestimmt.

## Gebäude der Deutschen Post am Graf-Adolf-Platz
Die Nachkriegsbauten zwischen Breite- und Kasernenstraße wurden im Sommer 2000 abgerissen, wobei aber die historischen Fassaden eines der Gebäude an der Carl-Theodor-Straße erhalten blieben. Durch zwei Neubauten wurden alle abgerissenen Bauten ersetzt, die jedoch keinen Bezug mehr zur ehemaligen Deutschen Post und deren Nachfolgefirmen haben. Das südliche Gebäude, ein ovales markantes Hochhaus mit Glasfassade ist postalisch Graf-Adolf-Platz Nr. 15. Das nördliche neue Gebäude besitzt die beim Abriss eines alten Gebäudes erhaltene historische Fassade. Die nördliche Gebäudeseite des Neubaus ist postalisch Carl-Theodor-Straße Nr. 1 und die südliche Kasernenstraße Nr. 44.